# Internationaux de Belgique de tennis
Ne doit pas être confondu avec Tournoi de tennis de Bruxelles ou Tournoi de tennis de Belgique.
Les Internationaux de Belgique (également connu comme les Championnats internationaux de Belgique) était un tournoi de tennis masculin du circuit professionnel ATP, se déroulant à Bruxelles en Belgique.

## Histoire
Appelés à l'origine les Championnats internationaux de Belgique et établis en 1899, ils se sont poursuivis pendant 49 éditions jusqu'en 1981. L'événement faisait partie de la tournée des hommes de l'ère pré-open jusqu'en 1967, puis de la tournée de l'ère open jusqu'en 1970. Par la suite, il faisait partie du circuit Grand Prix de 1971 à 1972, puis de 1977 à 1981 . 
Le tournoi était disputé sur terre battue.

## Palmarès

### Simple
Masculin
| No | Date       | Nom et lieu du tournoi                | Catégorie      | Dotation       | Surface        | Vainqueur       | Finaliste                           | Score                   |                |
| -- | ---------- | ------------------------------------- | -------------- | -------------- | -------------- | --------------- | ----------------------------------- | ----------------------- | -------------- |
|    | 1900       | , Bruxelles                           |                | NC $           | Terre (ext.)   | Herbert Barrett | Paul de Borman                      | 6-3, 6-2, 6-2           |                |
| 5  | 1903       | , Bruxelles                           |                | NC $           | Terre (ext.)   | Paul de Borman  | Willy le Maire de Warzée d'Hermalle | 6-2, 6-3, 6-3           |                |
|    | 11-06-1930 | , Bruxelles                           |                | NC $           | Terre (ext.)   | Jean Borotra    | Henri Cochet                        | 4-6 6-3 6-4 4-6 8-6     |                |
|    | 1935       | , Bruxelles                           |                | NC $           | Terre (ext.)   | Fred Perry      | Herman von Artens                   | 6-3, 9-7, 6-3           |                |
|    | 6-06-1948  | , Bruxelles                           |                | NC $           | Terre (ext.)   | Frank Parker    | Budge Patty                         | 6-1, 1-6, 3-6, 6-1, 6-2 |                |
|    | 12-05-1951 | , Bruxelles                           |                | NC $           | Terre (ext.)   | Eric Sturgess   | Jaroslav Drobný                     | 6-0, 6-1, 6-0           |                |
| 38 | 21-05-1966 | , Bruxelles                           |                | NC $           | Terre (ext.)   | Tom Okker       | Robert Carmichael                   | 8-10, 6-3, 6-3          |                |
| 39 | 21-05-1967 | , Bruxelles                           |                | NC $           | Terre (ext.)   | Roy Emerson     | Tom Okker                           | 3-6, 6-3, 5-7, 4-6      |                |
| 41 | 12-05-1969 | , Bruxelles                           |                | NC $           | Terre (ext.)   | Tom Okker       | Željko Franulović                   | 6-4, 1-6, 6-2, 6-2      |                |
| 42 | 11-05-1970 | , Bruxelles                           |                | NC $           | Terre (ext.)   | Tom Okker       | Ilie Năstase                        | 6-3, 6-4, 0-6, 4-6, 6-4 |                |
| 43 | 24-05-1971 | Belgian Open Championships, Bruxelles | Grand Prix     | NC $           | Terre (ext.)   | Cliff Drysdale  | Ilie Năstase                        | 6-0, 6-1, 7-5           |                |
| 44 | 15-05-1972 | Belgian Open Championships, Bruxelles | Grand Prix     | NC $           | Terre (ext.)   | Manuel Orantes  | Andrés Gimeno                       | 6-4, 6-1, 2-6, 7-5      |                |
|    | 1973-1976  | Pas de tournoi                        | Pas de tournoi | Pas de tournoi | Pas de tournoi | Pas de tournoi  | Pas de tournoi                      | Pas de tournoi          | Pas de tournoi |
| 45 | 06-06-1977 | Belgian Open, Bruxelles               | Grand Prix     | 75 000 $       | Terre (ext.)   | Harold Solomon  | Karl Meiler                         | 7-5, 3-6, 2-6, 6-3, 6-4 |                |
| 46 | 12-06-1978 | , Bruxelles                           | Grand Prix     | 50 000 $       | Terre (ext.)   | Werner Zirngibl | Ricardo Cano                        | 1-6, 6-3, 6-4, 6-3      |                |
| 47 | 11-06-1979 | , Bruxelles                           | Grand Prix     | 50 000 $       | Terre (ext.)   | Balázs Taróczy  | Ivan Lendl                          | 6-1, 1-6, 6-3           |                |
| 48 | 09-06-1980 | , Bruxelles                           | Grand Prix     | 50 000 $       | Terre (ext.)   | Peter McNamara  | Balázs Taróczy                      | 7-6, 6-3, 6-0           |                |
| 49 | 08-06-1981 | , Bruxelles                           | Grand Prix     | 50 000 $       | Terre (ext.)   | Marko Ostoja    | Ricardo Ycaza                       | 4-6, 6-4, 7-5           |                |

Féminin
| No | Date       | Nom et lieu du tournoi | Catégorie | Dotation | Surface      | Vainqueure      | Finaliste    | Score |  |
| -- | ---------- | ---------------------- | --------- | -------- | ------------ | --------------- | ------------ | ----- |  |
| 2  | 11-06-1930 | , Bruxelles            |           | NC       | Terre (ext.) | Simonne Mathieu | Elsa Haylock | NC    |  |

### Double
Masculin
| No | Date       | Nom et lieu du tournoi             | Catégorie                          | Dotation                           | Surface                            | Vainqueurs                           | Finalistes                         | Score                              |                                    |
| -- | ---------- | ---------------------------------- | ---------------------------------- | ---------------------------------- | ---------------------------------- | ------------------------------------ | ---------------------------------- | ---------------------------------- | ---------------------------------- |
| 41 | 1930       | , Bruxelles                        |                                    | NC $                               | Terre (ext.)                       | Eric Peters Keats Lester             | Nicolas Zahar Grandguillot         | NC                                 |                                    |
| 41 | 12-05-1969 | , Bruxelles                        |                                    | NC $                               | Terre (ext.)                       | John Newcombe Tom Okker              | Bob Hewitt Frew McMillan           | 7-5, 6-4, 4-6, 8-6                 |                                    |
|    | 11-05-1970 | Pas de tableau de double messieurs | Pas de tableau de double messieurs | Pas de tableau de double messieurs | Pas de tableau de double messieurs | Pas de tableau de double messieurs   | Pas de tableau de double messieurs | Pas de tableau de double messieurs | Pas de tableau de double messieurs |
| 42 | 24-05-1971 | , Bruxelles                        |                                    | NC $                               | Terre (ext.)                       | Tom Okker Marty Riessen              | Ilie Năstase Ion Țiriac            | Non joué                           |                                    |
| 43 | 15-05-1972 | , Bruxelles                        |                                    | NC $                               | Terre (ext.)                       | Juan Gisbert Manuel Orantes          | Patricio Cornejo Jaime Fillol      | 9-7, 6-3                           |                                    |
|    | 1973-1976  | Pas de tournoi                     | Pas de tournoi                     | Pas de tournoi                     | Pas de tournoi                     | Pas de tournoi                       | Pas de tournoi                     | Pas de tournoi                     | Pas de tournoi                     |
| 44 | 06-06-1977 | , Bruxelles                        |                                    | 75 000 $                           | Terre (ext.)                       | Jiří Hřebec Hans Kary                | František Pala Balázs Taróczy      | 2-6, 6-4, 2-2, n.f.                |                                    |
| 45 | 12-06-1978 | , Bruxelles                        |                                    | 50 000 $                           | Terre (ext.)                       | Jean-Louis Haillet Antonio Zugarelli | Onny Parun Vladimír Zedník         | 6-3, 4-6, 7-5                      |                                    |
| 46 | 11-06-1979 | , Bruxelles                        |                                    | 50 000 $                           | Terre (ext.)                       | Peter McNamara Billy Martin          | Carlos Kirmayr Balázs Taróczy      | 5-7, 7-5, 6-4                      |                                    |
| 47 | 09-06-1980 | , Bruxelles                        |                                    | 50 000 $                           | Terre (ext.)                       | Steve Krulevitz Thierry Stevaux      | Eric Fromm Cary Leeds              | 6-3, 7-5                           |                                    |
| 48 | 08-06-1981 | , Bruxelles                        |                                    | 50 000 $                           | Terre (ext.)                       | Ricardo Cano Andrés Gómez            | Carlos Kirmayr Cássio Motta        | 6-2, 6-2                           |                                    |

Mixte
| No | Date | Nom et lieu du tournoi | Catégorie | Dotation | Surface      | Vainqueurs                 | Finalistes              | Score |  |
| -- | ---- | ---------------------- | --------- | -------- | ------------ | -------------------------- | ----------------------- | ----- |  |
| 41 | 1930 | , Bruxelles            |           | NC $     | Terre (ext.) | Jean Borotra Josane Sigart | Eric Peters Joan Ridley | NC    |  |